# آسیاب باغستان
آسیاب باغستان، معروف به آسیاب حاجی خان اثری تاریخی مربوط به دوره قاجار است که توسط حاج یوسف خان کلانتری احداث گردیده است. این آسیاب در شهر باغستان  از توابع بخش اسلامیه شهرستان فردوس، خیابان امام خمینی، کوچه ۲۷ واقع شده‌است. این اثر در تاریخ ۲۸ اسفند ۱۳۸۵ با شمارهٔ ثبت ۱۸۶۷۳ به‌عنوان یکی از آثار ملی ایران به ثبت رسیده است.